# Julio-Claudiens
Les Julio-Claudiens ou dynastie julio-claudienne sont les membres de la famille impériale formant la première dynastie impériale romaine régnant sur l'Empire romain entre 27 av. J.-C. et 68 apr. J.-C., entre Auguste et Néron. Cet ensemble familial, très complexe, puise sa désignation historique moderne dans l'alliance matrimoniale et familiale entre la gens Claudia et la gens Julia au détour des guerres civiles romaines qui traversent la fin de la République. À l'issue de son accession au pouvoir, Auguste mène en effet une complexe politique de mariages et d'associations au pouvoir entre lui, les enfants mâles de sa sœur (Marcellus), ainsi que ceux de sa fille Julia et de son beau-fils, Tibère, né d'un premier mariage de Livie avec Tibérius Claudius Néro, faisant de lui un membre des Claudii, adopté tardivement par Auguste face aux décès successifs de tous les autres héritiers potentiels.

## Histoire

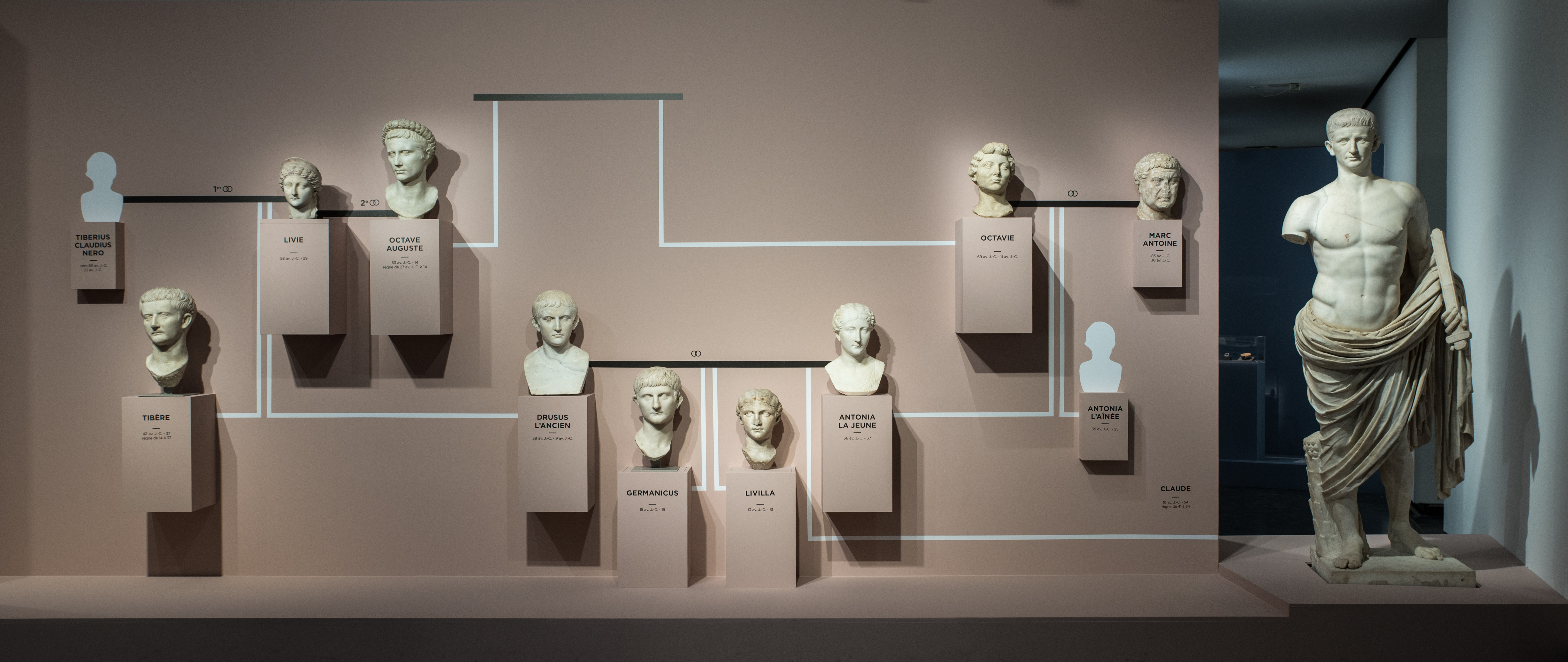
Famille julio-claudienne, exposition Claude, un empereur au destin singulier, 2018-2019

La dynastie julio-claudienne est la première des dynasties à avoir régné sur l'Empire romain. Le terme dynastie convient malgré les apparences de République qu'Auguste avait données à son nouveau régime du fait que les empereurs de cette dynastie sont tous issus de la même famille, bien que parfois de manière éloignée.
Au départ les Julio-Claudiens sont issus de deux familles patriciennes : la gens Iulia et la gens Claudia. À la première de ces deux familles appartiennent les empereurs Auguste, né Caius Octavius Thurinus et adopté par Jules César dans la gens Julia en 44 ; Tibère, né Tibérius Claudius Néron et adopté dans la gens Julia par Auguste ; et enfin Caligula, fils de Germanicus adopté lui aussi par Tibère après sa propre adoption par Auguste, et donc membre de la gens Julia.
À la deuxième famille appartiennent les empereurs Claude, fils de Néro Claudius Drusus le fils de Livie et donc frère de Tibère, jamais adopté par Auguste donc resté dans la gens Claudia ; et Néron, né Lucius Domitius Ahenobarbus par son père Gnaeus Domitius Ahenobarbus, petit-fils d'Antonia Major et arrière-petit-fils d'Octavie, mais adopté par Claude et donc membre de la gens Claudia. Mort sans postérité, Néron provoque l'extinction de cette dynastie. Le pouvoir passe ensuite — après l'intermède de l'année des quatre empereurs — à la famille des Flaviens.
La dynastie julio-claudienne a alimenté la légende noire des empereurs excentriques, cruels et fous. Les intentions des  historiens latins, auteurs des récits sur ces empereurs qui fournissent à l'historiographie romaine l'essentiel de ses sources, doivent inciter à la plus grande méfiance. En effet, ce sont des historiens issus de l'ordre sénatorial et équestre, classes dirigeantes particulièrement attachées au respect de leur dignité et à la manière dont le pouvoir impérial les considère. Ils ne se soucient pas spécialement du factuel, l’important étant de tirer un enseignement moral d'une histoire. Une lecture critique des grands textes historiques légués par l'Empire romain révèle ainsi que ces récits sont des œuvres de contre-propagande s'opposant à la propagande impériale des Julio-Claudiens lorsque cette dernière valorise un régime autoritaire cherchant à diminuer les privilèges des sénateurs ou chevaliers, voire humilier cette élite sociale. Cette propagande suscite ainsi les écrits d'historiens latins qui ont inventé ou exagéré des faits, sources tendancieuces qui ont inspiré l'iconographie et l'historiographie contemporaines,.

## Membres ayant régné
Les empereurs Julio-Claudiens ayant régné sont :
1. Auguste (27 av. J.-C. - 14 apr. J.-C.)
2. Tibère (14-37)
3. Caligula (37-41)
4. Claude Ier (41-54)
5. Néron (54-68)

Jules César, père adoptif d'Auguste, est le premier des Césars et techniquement l'initiateur de la dynastie des Julio-Claudiens, même s'il ne faut pas le compter au nombre des empereurs. Ses titres d'imperator et de dictateur à vie, son prestige militaire et familial lui permirent de donner un puissant élan politique à la formation de la dynastie en adoptant le jeune Octave par testament ; ce dernier, après de longues guerres civiles, réussit à venger son père et à imposer son pouvoir sur l'État romain et à se faire reconnaître des pouvoirs exceptionnels surpassant les autres magistratures, fondant ainsi le principat comme régime ordinaire.

## Durée des règnes
Première dynastie installée après la guerre civile, la dynastie des Julio-Claudiens profite d'une situation politique stabilisée et pacifiée (en partie du fait de l'élimination physique de tous ses opposants), tant en politique intérieure qu'extérieure, ce qui permet de dégager suffisamment de forces militaires malgré la réduction des effectifs (de la soixantaine de légions, il n'en reste qu'une trentaine à la fin de la guerre civile) pour tenter la conquête de la Germanie, menée par Auguste avec pour but de pacifier ce pays et de porter les frontières de l'Empire jusqu'à l'Elbe.
Cette situation politique stabilisée explique la longévité de cette dynastie (96 années au total), ainsi que la longévité des empereurs eux-mêmes, qui règnent respectivement :
- 41 ans pour Auguste ;
- 23 ans pour Tibère ;
- 4 ans pour Caligula, qui est un cas particulier ;
- 14 ans pour Claude ;
- 14 ans pour Néron.

### Une succession par l'adoption
Fondée dans une époque de troubles, la dynastie des Julio-Claudiens doit par ailleurs inventer les propres modes de succession auxquels elle va se conformer pour transmettre son pouvoir. Dès les premiers temps de son règne, Auguste met en place une astucieuse politique matrimoniale dans son entourage familial proche pour garantir la transmission du pouvoir suprême à ses descendants et proches parents. Marcellus, puis Agrippa, puis Caius et Lucius César, puis Tibère, tous furent adoptés par l'empereur de son vivant et associés au pouvoir par le consulat et l'imperium afin de se voir garantir les pouvoirs impériaux par le sénat à la mort du souverain en place. Tibère reconduisit cette politique en adoptant Germanicus, qui meurt prématurément et laisse son fils Caligula comme héritier au trône. La préférence pour tel ou tel héritier est souvent connue, publique, communiquée par le biais de l'association entre empereur et successeur, soit dans les charges publiques, soit par le monnayage, les fondations d'édifices publics, les actions de grâce rendues par l'État, les campagnes militaires menées au nom de l'empereur. Une des exceptions à cette succession par l'adoption est Claude, qui bien que membre de la famille et successeur légitime de Caligula, fut élevé à l'empire par les Prétoriens — acclamation ratifiée ensuite par le Sénat. Néron accède quant à lui au pouvoir en vertu de sa parenté avec Claude - qui l'adopte - et Auguste (il descendait en effet d'Octavie, la sœur d'Auguste et épouse de Marc Antoine), mais le pouvoir lui échoit aussi parce que sa mère Agrippine écarte Britannicus, fils légitime de Claude.

### Décès
Cependant, par contraste avec leur règne souvent apaisé, les intrigues de palais, nombreuses, ainsi que leur caractère (Caligula et Néron notamment) conduisent à des fins de règne troublées.
- Deux empereurs seraient morts de manière naturelle : Auguste  et Tibère.
- Deux empereurs sont assassinés : Caligula — qui, par la terreur, s'était rapidement fait trop d'ennemis — et Claude, qui barrait la route à Néron, et est donc empoisonné par Agrippine.
- Un empereur se suicide : Néron.

## Arbres généalogiques

### Descendance impériale julienne simplifiée
- Caius Julius Caesar
  - Jules César
  - Julia Caesaris Minor
    - Atia Balba Caesonia
      - Octavie la Jeune
        - Antonia la Jeune + Nero Claudius Drusus
          - Germanicus + Agrippine l'Aînée (voir plus bas)
          - Claude

      - Auguste
        - Julia Caesaris filia + Agrippa ; + Tibère
          - Agrippine l'Aînée + Germanicus (voir plus haut)
            - Caligula
            - Agrippine la Jeune
              - Néron

### Descendance impériale claudienne simplifiée
- Tiberius Néron
  - Tibère + Julia Caesaris filia
  - Nero Claudius Drusus + Antonia la Jeune
    - Claude
    - Germanicus + Agrippine l'Aînée
      - Caligula
      - Agrippine la Jeune
        - Néron